# Direction générale des Télécommunications
Pour les articles homonymes, voir DGT et DT.

Logo de la direction générale des Télécommunications (1984)

La direction générale des Télécommunications (DGT), précédemment direction des Télécommunications (DT), est une ancienne direction du ministère français chargé des Télécommunications, créée en 1941 pour accroître l'indépendance de la France dans les télécommunications et réglementer le secteur.
Elle est remplacée par France Télécom en 1988 et est désormais intégrée à Orange.

## Histoire
La direction des Télécommunications est créée sous le régime de Vichy par la loi du 9 février 1941 pour se substituer à la direction de l'Exploitation télégraphique et à la direction de l'Exploitation téléphonique. Cette « mutation sémantique » voit l'apparition de la notion de télécommunications dans l'administration française.
À la Libération, le Gouvernement provisoire de la République française la reconduit et la renomme direction générale des Télécommunications (DGT) par le décret du 10 mai 1946.
La DGT prend le nom commercial de France Télécom le 1er janvier 1988, puis la loi du 2 juillet 1990 la remplace à partir du 1er janvier 1991 par France Télécom, une personne morale de droit public au statut proche de l'Établissement public à caractère industriel et commercial.
Par la suite, une direction générale des Postes et Télécommunications (DGPT) existe en tant que service du ministère des Télécommunications, de l'Industrie et des Postes (TIP), dirigé en 1993 par Gérard Longuet, sous le gouvernement Édouard Balladur. Elle est dirigée à cette époque par Bruno Lasserre. Elle est alors chargée de la réglementation des postes et des télécommunications, jusqu'à la création de l'Autorité de régulation des télécommunications (ART) en 1997, devenue l'Autorité de régulation des communications électroniques et des postes (ARCEP) en 2005 puis l'Autorité de régulation des communications électroniques, des postes et de la distribution de la presse en 2019.

## Liste des directeurs généraux des Télécommunications
Les directeurs généraux des Télécommunications sont successivement :
| Directeur           | Décret de nomination | Décret de nomination |
| ------------------- | -------------------- | -------------------- |
| Charles Lange       | 9 février 1941       | [ a ]                |
| Charles Lange       | 23 mai 1946          | [ b ]                |
| Jean Rouvière       | 27 avril 1951        | [ c ]                |
| Raymond Croze       | 5 février 1957       | [ d ]                |
| Pierre Marzin       | 21 décembre 1967     | [ e ]                |
| Louis-Joseph Libois | 11 octobre 1971      | [ f ]                |
| Gérard Théry        | 16 octobre 1974      | [ g ]                |
| Jacques Dondoux     | 7 août 1981          | [ h ]                |
| Marcel Roulet       | 15 décembre 1986     | [ i ]                |

Après 1991, voir Orange (entreprise)#Direction générale du groupe.